# Патрульні катери типу «Циклон»
Патрульні катери типу «Циклон» (англ. "Cyclone" — укр. Циклон) — клас патрульних катерів для ВМС США, призначений для охорони територіальних вод, забезпечення діяльності сил спеціальних операцій, забезпечення безпеки мореплавства та ескортування суден, охорони баз та портів, проведення пошуково-рятувальних операцій. Вони володіють гарною мореплавністю (здатні діяти під час шторму до 5 балів), а також пристосовані для тривалого патрулювання на малій швидкості.

## Історична довідка

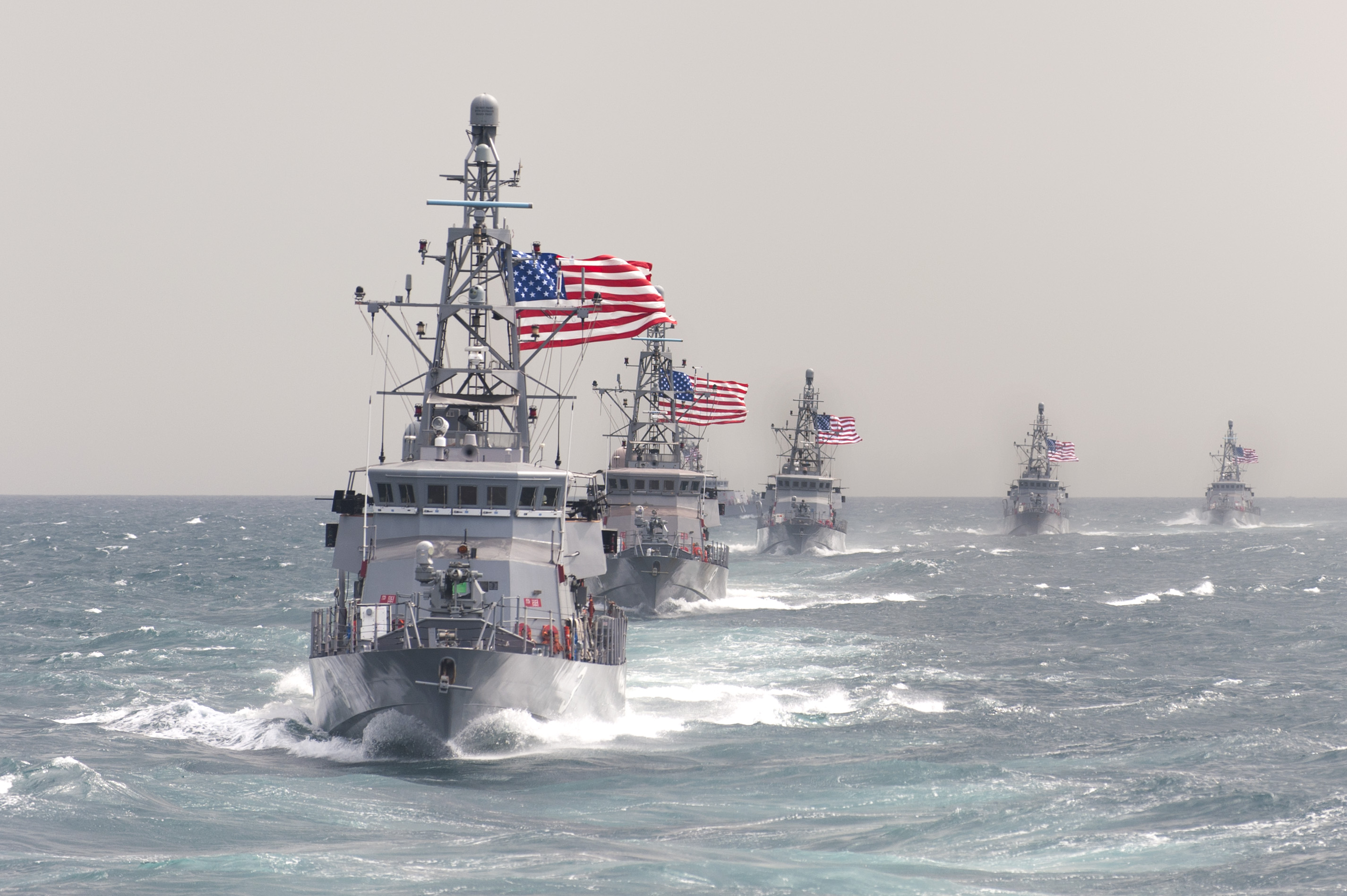
Катери типу «Циклон» у Перській затоці у березні 2015 року

У 1980-х роках ВМФ США розробив вимоги щодо заміни існуючих 20-ти метрових патрульних катерів які використовувались для доставки команд SEAL. Перша спроба з їх модернізації виявилася невдалою, і у 1984-му році було зроблено замовлення повністю новий проект, в першу чергу призначений для роботи з силами спеціальних операцій. Для здешевлення програми на рубежі 90-х років минулого століття творці «Циклонів» вдалися до методики «designed to cost», тобто здешевлення проектування за рахунок використання напрацювань з вже існуючих катерів «Province» які будувалися британською компанією Vosper Thornycroft у якості ракетних для ВМС Оману та Кенії. Серія з 13-ти корпусів будувалася у США з 1992-го по 1994-й рік на підприємстві Bollinger Shipyards у Луїзіані. Увійшли до складу ВМФ США з 1994-го по 1996-й роки. Першочергово планувалося збудувати 16 корпусів, однак в подальшому замовлення скоротили до 14.
При проектуванні особливу увагу приділяли підвищенню живучості та автономності під час бойових дій.
Всі катери були приписані до сил спеціальних операцій флоту США і базуються в військово-морських базах Літтл-Крік та Коронадо. Катери використовувалися не лише у територіальних вода США, але й активно експлуатувалися у водах Аравійського, Середземного та Карибського морів. У 90-х роках заходили у води Чорного моря, в тому числі порти Одеса та Севастополь.
У кінці 90-х років, через зменшення інтенсивності використання ССО ВМФ США 5-ть катерів було передано Береговій охороні США. Один з яких — PC-1 «Cyclone» у 2004 році за програмою військової допомоги іноземним державам був переданий ВМС Філіппін, де він отримав назву Mariano Alvarez (PS-38). Після початку другої Іракської війни та загострення відносин з Іраном, у 2011-му році, флот повернув собі передані Береговій охороні катери. У флоті США просто не виявилося інших невеликих кораблів, здатних діяти в закритих, напівзакритих та прибережних акваторіях.
Катери, що перебували у складі Берегової охорони США — РС-1 «Cyclone», РС-2 «Tempest», РС-8 «Zephyr», РС-13 «Shamal» та РС-14 «Tornado» перед поверненням до ВМФ США пройшли переоснащення. На них було видозмінено кормову частину та розміщено там док-камеру та апарель задля можливості приймати на ходу легкий надувних катер зі спецпризначенцями під час руху катера-носія. Для цього були демонтовані кран-балка і шлюпка, що розташовувалися раніше на кормі. В результаті збільшилася довжина «Циклонів» до 54,6 м та тоннаж виріс до 360 тон повного тоннажу.
У кінці 2013-го року 4 катери — РС-5 «Typhoon», РС-6 «Sirocco», РС-10 «Firebolt» та РС-11 «Whirlwind», що входили до складу 5-го флоту у Перській затоці, були дооснащенні легкими протикорабельними ракетами Raytheon BGM-176B Griffin B (Block II). Катерний комплекс з ракетами Griffin B має позначення Mk 60 і розроблений спільно Raytheon і флотом США. До складу комплексу, крім пускових установок, входить електронно-оптична система виявлення, цілевказівки і підсвічування FLIR Systems BRITE Star II. Кожен катер типу Cyclone має по дві легкі двозарядні ПУ. Повідомляється, що при використанні в складі комплексу Mk 60 ефективна дальність стрільби ракетами Griffin B складає 4-5,5 км. Також, виробник озвучує можливість збільшення ефективної дальності до 10-15 км.
У процесі експлуатації катери постійно проходили дооснащення та модернізацію корабельних систем, засобів зв'язку та радіолокації. Так, кожен катер має певні відмінності від інших катерів серії.

### Виведення зі складу флоту
В липні 2021 року ВМС США визначилися зі списком кораблів, які виведуть зі складу флоту у 2022 році. Загалом спишуть 22 судна, в тому числі 15 бойових кораблів, частину виставляють на продаж. При цьому більшість кораблів планується зарахувати у резерв, а п'ять прибережних патрульних кораблів типу «Циклон» виставити на продаж за програмою Foreign Military Sales.
Патрульні кораблі «Циклон» з роками введення в експлуатацію та датами прогнозованого списання у 2022 році:
- USS Tempest (PC-2), 1993 — 29 березня
- USS Typhoon (PC-5), 1994 — 14 березня
- USS Squall (PC-7), 1994 — 10 квітня
- USS Firebolt (PC-10), 1995 — 1 березня
- USS Whirlwind (PC-11), 1995 — 24 квітня

## Конструкція
Корпус катерів сталевий, складається з 11 модулів, які розділені на 8 водонепроникних відсіків. Надбудова зроблена з алюмінієвих сплавів. Ходова рубка і пости енергетики та живучості (ПЕЖ) захищені 25-мм кевларовими бронепанелями, що підвищує стійкість катерів у випадку їх обстрілу.
У якості енергетичної установки використовуються чотири 16-циліндрових дизельних двигуна Paxman Valenta 16VRP-200 з турбонаддувом потужністю по 3350 к. с., що розташовані в носовому та кормовому машинних відділеннях попарно і працюють через понижуючі редуктори з фрикційними муфтами на чотири гвинта фіксованого кроку діаметром 1219 мм. Використання електронної системи управління багатодисковими муфтами забезпечує керованість на швидкостях менше 3 вузлів, що дозволяє катеру якісно маневрувати при самостійних швартовках та на мілководді. З метою зменшення кавітації на швидкостях понад 22 вузлів передбачено обдув передніх кромок гребних гвинтів стисненим повітрям. Для корабельних споживачів електроенергію виробляють 2 дизель-генератора 3306В DITA загальною потужністю 310 кВт, що знаходяться в носовому і кормовому машинних відділеннях.
Паливні системи відділень працюють незалежно один від одного, що дозволяє витрачати паливо рівномірно і уникнути залежності один від одного в разі пошкоджень. Рознесення як двигунів так і генераторів сприяє підвищенню живучості катерів у випадку їх враження вогнем. Так, у випадку пошкодження носових (або кормових) двигунів катер не втратить хочу. Управління головною енергетичною установкою і допоміжними системами (електроживлення, протипожежної, вентиляції, кондиціонування і т. д.), а також контроль за ушкодженнями здійснюється за допомогою автоматизованої системи управління AOSS, встановленої на посту енергетики і живучості. З метою підвищення безпеки плавання кермо має два електрогідравлічних приводу, один з яких використовується у відкритому морі, а інший — при складному маневруванні і швартовках.
Щоб забезпечити можливість застосування зброї при хвилюванні і для заспокоєння качки, що покращує умови населеності, катер оснащений активними бортовими рулями. Потреби в прісній воді повністю задовольняються трьома опріснювальних установками загальною продуктивністю 4,5 т води на добу, що працюють на основі принципу зворотного осмосу. Власні опріснювачі суттєво підвищують комфортність автономної роботи у віддалених морських районах. Для розміщення груп спеціального призначення на катерах наявні приміщення для розміщення 9 осіб зі штатною зброєю та спорядженням. Для їх висадки можуть використовуватися катери типу RIB, встановлені на кормі, а також два легких катери типу CRRC, які повинні знаходитися в спеціальному ангарі. Спуск плавзасобів на воду проводиться за допомогою гідравлічного крана. У середній частині палуби передбачені місця для розміщення засобів прихованої доставки спецназівців, в тому числі підводних буксирувальників та іншого водолазного спорядження.
Озброєння катерів призначення для боротьби з маломірними швидкісними цілями та представлене 2-ма стандартними для флоту США 25-мм артустановками Бушмастер Mk-38 моd 1 або 2. Боєкомплект — 2000 пострілів на кожну. Гармати розташовані на баці та кормі, забезпечують вогневе ураження на 360о . Допоміжне озброєння представлене кулеметами 7,62 та 12,7-мм або 40-мм автоматичними гранатометами Mk-19. Кількість кулеметів варіюється від 4-х до 7-ми в залежності від потреби та може змінюватися. Для захисту від повітряних цілей наявні 6 комплектів ПЗРК FIM-92 Stinger.
На катерах встановлено автоматизовану систему управління (АСУ). IBS (Integrated Bridge System), створена на основі комерційних систем управління судами. Система забезпечує обробку навігаційної інформації і даних засобів спостереження, а також управління головною енергетичною установкою і відображення основної інформації на пульті командира, вахтового офіцера і вахтового офіцера-механіка. Спостереження за повітряним і надводною обстановкою, а також видача цілевказівки на вогневі засоби здійснюються за допомогою РЛС загального виявлення AN/SPS-64(V)9 або AN/SPS-73, навігаційної РЛС Furuno та інфрачервоних приладів спостереження FLIR Systems. Гідроакустичні засоби представлені ГАС «Уесмар». На катерах також встановлено систему управління озброєнням VISTARIM 405, систему радіотехнічної розвідки та боротьби Privateer AN/APR-39(V)1 ESM та пускові установки постановки хибних цілей. В процесі експлуатації радіотехнічні засоби катерів неодноразово модернізовувалися та оновлювалися.

## Оператори
- США — Військово-морські сили США;
- Філіппіни — Військово-морські сили Філіппін;

Колишні:
- США — Берегова охорона США;